# Ján Laco
Ján Laco (Liptovský Mikuláš, 1º dicembre 1981) è un hockeista su ghiaccio slovacco, milita come portiere nel Barys Astana, squadra della Kontinental Hockey League, e nella Nazionale slovacca.